# Cleora determinata
Cleora determinata là một loài bướm đêm trong họ Geometridae.